# Inseminace
Inseminace je přenos spermií nebo spermatoforu do samičích (většinou vnitřních) genitálií, ať už uskutečněný samcem, samicí nebo společně.

## Umělá inseminace

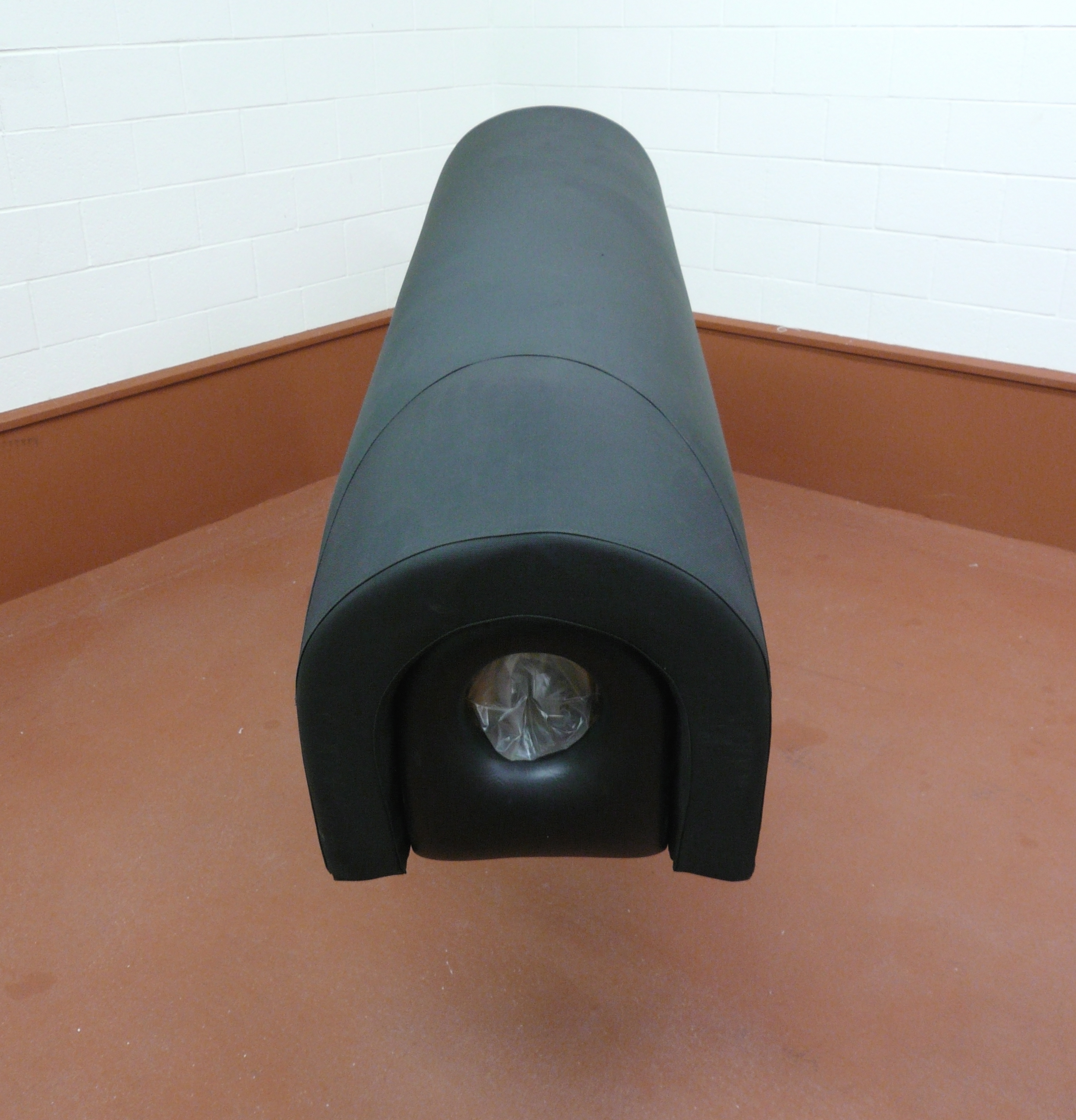
Atrapa používaná pro odběr spermatu hřebce pro pozdější umělou inseminaci

Umělá inseminace je umělý způsob oplodnění samice provedený namísto přirozené kopulace se samcem.
Používá se zejména u lidí, hospodářských zvířat (skotu, prasat, ovcí, koní), domácích zvířat (psů, koček, hlodavců), ale například i u hmyzu (včel).
Důvody k umělé inseminaci mohou být:
- Neschopnost počít jiným způsobem.
- Požadavek na jistotu oplodnění samice daným samcem.
- Oplodnění samice, která odmítá páření s daným samcem.
- Oplodnění většího množství samic jedním samcem než při přirozeném páření, zajišťující úsporu spermatu.

## Výhody umělé inseminace
Mezi největší výhody umělé inseminace patří značná finanční úspora – pro oplodnění není potřeba shánět samce. S tím také souvisí snadná dostupnost spermií, které se dají „objednat“ v chovných stanicích, není tudíž potřeba zvíře vozit do vzdálených míst. Podstatné je také omezení zdravotních rizik a zamezení přenosu pohlavních nemocí. Mezi další výhody patří využití nejlepších plemeníků jako předpoklad rychlého zkvalitnění stáda. Umělá inseminace se využívá také v případech, kdy je přirozené páření problematické – například pokud se samice odmítá s daným samcem spářit.

## Nevýhody umělé inseminace
U velkého počtu samic dochází po umělé inseminaci k horšímu zabřeznutí. Důvodem je to, že inseminátor správně „netrefí“ děložní krček a semeno se tak nedostane na místo určení. Další nevýhodou je chybné určení říje, ke kterému může dojít. V případě, že je u stáda přítomen samec se říje u samic pozná snadněji a páření lze jednodušeji načasovat.